# Quadro de medalhas dos Jogos Olímpicos de Inverno de 1998
Este é o quadro de medalhas dos Jogos Olímpicos de Inverno de 1998, realizados em Nagano, Japão. O ordenamento é feito pelo número de medalhas de ouro, estando as medalhas de prata e bronze como critérios de desempate em caso de países com o mesmo número de ouros. Se, após esse critério, os países continuarem empatados, posicionamento igual é dado e eles são listados alfabeticamente. Este é o sistema utilizado pelo Comitê Olímpico Internacional.
| Ordem | País                | Medalha de ouro | Medalha de prata | Medalha de bronze |     |
| ----- | ------------------- | --------------- | ---------------- | ----------------- | --- |
| 1     | GER Alemanha        | 12              | 9                | 8                 | 29  |
| 2     | NOR Noruega         | 10              | 10               | 5                 | 25  |
| 3     | RUS Rússia          | 9               | 6                | 3                 | 18  |
| 4     | CAN Canadá          | 6               | 5                | 4                 | 15  |
| 5     | USA Estados Unidos  | 6               | 3                | 4                 | 13  |
| 6     | NED Países Baixos   | 5               | 4                | 2                 | 11  |
| 7     | JPN Japão           | 5               | 1                | 4                 | 10  |
| 8     | AUT Áustria         | 3               | 5                | 9                 | 17  |
| 9     | KOR Coreia do Sul   | 3               | 1                | 2                 | 6   |
| 10    | ITA Itália          | 2               | 6                | 2                 | 10  |
| 11    | FIN Finlândia       | 2               | 4                | 6                 | 12  |
| 12    | SUI Suíça           | 2               | 2                | 3                 | 7   |
| 13    | FRA França          | 2               | 1                | 5                 | 8   |
| 14    | CZE República Checa | 1               | 1                | 1                 | 3   |
| 15    | BUL Bulgária        | 1               |                  |                   | 1   |
| 16    | CHN China           |                 | 6                | 2                 | 8   |
| 17    | SWE Suécia          |                 | 2                | 1                 | 3   |
| 18    | DEN Dinamarca       |                 | 1                |                   | 1   |
| 18    | UKR Ucrânia         |                 | 1                |                   | 1   |
| 20    | BLR Bielorrússia    |                 |                  | 2                 | 2   |
| 20    | KAZ Cazaquistão     |                 |                  | 2                 | 2   |
| 22    | AUS Austrália       |                 |                  | 1                 | 1   |
| 22    | BEL Bélgica         |                 |                  | 1                 | 1   |
| 22    | GBR Grã-Bretanha    |                 |                  | 1                 | 1   |
| TOTAL | TOTAL               | 69              | 68               | 68                | 205 |

## Referência
- Quadro de medalhas - Nagano 1998, página do Comitê Olímpico Internacional